# Септември
Вижте пояснителната страница за други значения на Септември.
Септември е името на деветия месец от годината според григорианския календар и има 30 дни.

## Етимология
Името му произлиза от латинската дума за седем – septem, тъй като е седмият месец според римския календар, който започва през март. С въвеждането на юлианския календар за начало на годината се определя датата 1 януари и септември става деветият месец.
Древните гърци са наричали месеца Boedromion.
Старото славянско име на месеца е  (руен, „жълточервен“), тъй като през този месец пожълтяват тревата и листата на дърветата.
Прабългарите наричали този месец Девем.

## Метеорология
Септември може да бъде определен като полулетен полуесенен месец. Статистически се води най-сухият месец в годината, но това е доста относително. През първата си половина септември доста често е дъждовен. Макар и сравнително рядко, валежите е възможно все още да са придружени от гръмотевици, докато през втората – слънчев. Температурите през първите 15 – 20 дни остават сравнително високи – от 23 до 28 градуса, по Черноморието – 24 – 26, в планините от 17 до 22, по най-високите върхове – между 7 и 12, но в края на месеца съществено се усилва преносът на хладни и по-влажни северозападни въздушни маси. Така максималните температури след 23 септември – есенното равноденствие – вече рядко превишават 19 – 24 градуса, по Черноморието – от 22 до 25, в планините – между 14 и 19, по най-високите върхове – от 5 до 8 градуса.

## Събития
- Европейски ден на еврейската култура – отбелязва се през първата неделя на септември
- В България 15 септември е първият учебен ден.
- 22 или 23 септември е есенното равноденствие (денят е равен на нощта). В северното полукълбо започва есента (в южното – пролетта).

## Любопитно
- Месец септември започва със същия ден от седмицата, с който и декември.